# 8723 Azumayama
8723 Azumayama è un asteroide della fascia principale. Scoperto nel 1996, presenta un'orbita caratterizzata da un semiasse maggiore pari a 2,2813079 UA e da un'eccentricità di 0,1310655, inclinata di 6,18410° rispetto all'eclittica.